# Grand Prix automobile d'Autriche 1970
Résultats du Grand Prix automobile d'Autriche de Formule 1 1970 qui a eu lieu sur l'Österreichring le 16 août 1970.

## Classement
| Pos  | N° | Pilote               | Écurie             | Tours | Temps/Abandon     | Grille | Points |
| ---- | -- | -------------------- | ------------------ | ----- | ----------------- | ------ | ------ |
| 1    | 12 | Jacky Ickx           | Ferrari            | 60    | 1 h 42 min 17 s 3 | 3      | 9      |
| 2    | 27 | Clay Regazzoni       | Ferrari            | 60    | + 0 s 61          | 2      | 6      |
| 3    | 11 | Rolf Stommelen       | Brabham-Ford       | 60    | + 1 min 27 s 88   | 17     | 4      |
| 4    | 17 | Pedro Rodríguez      | BRM                | 59    | + 1 tour          | 22     | 3      |
| 5    | 16 | Jackie Oliver        | BRM                | 59    | + 1 tour          | 14     | 2      |
| 6    | 19 | Jean-Pierre Beltoise | Matra              | 59    | + 1 tour          | 7      | 1      |
| 7    | 14 | Ignazio Giunti       | Ferrari            | 59    | + 1 tour          | 5      |        |
| 8    | 4  | Chris Amon           | March-Ford         | 59    | + 1 tour          | 5      |        |
| 9    | 3  | Jo Siffert           | March-Ford         | 59    | + 1 tour          | 20     |        |
| 10   | 16 | Peter Gethin         | McLaren-Ford       | 59    | + 1 tour          | 21     |        |
| 11   | 18 | George Eaton         | BRM                | 58    | + 2 tours         | 23     |        |
| 12   | 22 | Andrea de Adamich    | McLaren-Alfa Romeo | 57    | + 3 tours         | 15     |        |
| 13   | 10 | Jack Brabham         | Brabham-Ford       | 56    | + 4 tours         | 8      |        |
| 14   | 20 | Henri Pescarolo      | Matra              | 56    | + 4 tours         | 13     |        |
| 15   | 8  | Emerson Fittipaldi   | Lotus-Ford         | 55    | + 5 tours         | 16     |        |
| Abd. | 21 | Denny Hulme          | McLaren-Ford       | 30    | Moteur            | 11     |        |
| Abd. | 15 | John Surtees         | Surtees-Ford       | 27    | Moteur            | 12     |        |
| Abd. | 26 | Tim Schenken         | De Tomaso-Ford     | 25    | Moteur            | 19     |        |
| Abd. | 6  | Jochen Rindt         | Lotus-Ford         | 21    | Moteur            | 1      |        |
| Abd. | 5  | Mario Andretti       | March-Ford         | 13    | Accident          | 18     |        |
| Abd. | 24 | Silvio Moser         | Bellasi-Ford       | 13    | Radiateur         | 24     |        |
| Abd. | 1  | Jackie Stewart       | March-Ford         | 7     | Durite d'essence  | 4      |        |
| Abd. | 7  | John Miles           | Lotus-Ford         | 4     | Freins            | 10     |        |
| Abd. | 2  | François Cevert      | March-Ford         | 0     | Moteur            | 9      |        |

Légende :
- Abd.=Abandon

## Pole position et record du tour
- Pole position : Jochen Rindt en 1 min 39 s 2 (vitesse moyenne : 214,512 km/h).
- Tour le plus rapide : Clay Regazzoni et Jacky Ickx en 1 min 40 s 40, respectivement aux 40e et 51e tours (vitesse moyenne : 211,948 km/h).

## Tours en tête
- Clay Regazzoni : 1 (1)
- Jacky Ickx : 59 (2-60)

## À noter
- 4e victoire pour Jacky Ickx.
- 43e victoire pour Ferrari en tant que constructeur.
- 43e victoire pour Ferrari en tant que motoriste.
- 1er départ en Grand Prix pour l'écurie Bellasi-Silvio Moser Racing Team.
- 12e et dernier départ en Grand Prix pour John Miles.